# 姫路短期大学
兵庫県立姫路短期大学（ひょうごけんりつひめじたんきだいがく、英語: Himeji College of Hyōgo）は、兵庫県姫路市新在家本町1-1-12に本部を置いていた日本の公立大学である。1950年に設置され、1999年に廃止された。大学の略称は姫短（ひめたん）。

## 概要

### 大学全体
- 兵庫県姫路市に所在した日本の公立短期大学で、設置主体は兵庫県。
- 国内で最初に認可された短期大学149校[注 2]の1校として、1950年に2学科[注 3]100名体制で開学した[1]。
- 1957年に工業科の廃止に伴って姫路短期大学と改名し、以後学科の改組・新設を経て最終的には4学科を擁する短大になった。
- 1997年度の入学生を最後に[注釈 3]、1999年に短期大学としての使命を終える[2]。

### 教育および研究
- 姫路短期大学には保育者を養成する学科として幼児教育学科があり、学内に併設されていた附属幼稚園での教育実習も取りいれられていた。ほか、栄養士の養成もとり行っていた。

### 学風および特色
- 姫路短期大学は元々は姫路工業大学に併設されていたが、のちに独立した。
- 男女共学であったが、大半は女子学生だった。

## 沿革
- 1949年
  - 10月 文部省[注釈 4]に短期大学[注 4]の設置認可に関する申請を以下の通り行う[注 5]。
    - 電気応用専攻 入学定員20
    - 機械紡績専攻 入学定員20
    - 化学工業専攻 入学定員20
    - 生活科学専攻 入学定員40
- 1950年
  - 3月14日 左記を以て短期大学の設置が文部省[注釈 4]より認可される。但し、以下の通り変更する[8]。
    - 工科[注 6]
      - 電気応用専攻 入学定員20
      - 機械紡績専攻 入学定員20
      - 化学工業専攻 入学定員20
      - 生活科学専攻 入学定員40→生活科学科

  - 4月1日 左記を以て姫路工業大学短期大学部が上記の学科体制にて開学する[注 7]。
- 1954年
  - 4月1日 生活科が栄養士法による栄養士養成施設として指定される[11]。
- 1955年
  - 4月1日 この年度で以下の学科及び各専攻の学生募集を最終とする[注 8]。
    - 工業科
      - 電気応用専攻
      - 機械紡績専攻
      - 化学工業専攻

  - 7月1日 開学式が挙行される[13]。
- 1957年
  - 3月31日 工業科が廃止される[14]。
  - 4月1日 姫路短期大学と改称する[14]。
  - 同 生活科の入学定員を40→80に増員[14]。
- 1962年
  - 4月1日 生活科の入学定員を60→90に増員[15]。
  - 5月1日 学生数/定員
    - 生活科 女197[16]/150
- 1964年
  - 4月1日 保育科[注 9]を増設する[17]。
  - 同 生活科に以下の通り専攻課程を設置する[17]。
    - 被服専攻 30名
    - 食物栄養専攻 60名

  - 5月1日 学生数[18]/定員
    - 生活科 女253/180
    - 保育科 記載なし[注 10]
- 1965年 神戸大学姫路分校[注 11]跡地にキャンパスを移転[注釈 1][13]。
- 1966年
  - 4月1日 生活科の入学定員を以下の通り変更する[20]。
    - 被服専攻 30→40
    - 食物専攻 60→80

  - 5月1日 学生数[21]/定員
    - 生活科 236[注 12]/210
- 1967年
  - 4月1日 姫路短期大学附属幼稚園[注 13]を設置[22]。
- 1975年
  - 6月1日 所在地表示を「新在家193番地」から「新在家本町1-1-12」へ変更する[13]。
- 1983年
  - 4月1日 生活科を以下の通り改組[注釈 5]。
    - 被服専攻→生活環境学科
    - 食物専攻→食物栄養学科

  - 同 保育科を幼児教育学科とする[注釈 5]。
  - 同 経営情報学科を新設する[注釈 5]。
  - 5月1日 学生数[25]
    - 生活環境学科 女50
    - 食物栄養学科 女50
    - 幼児教育学科 女50
    - 経営情報学科 50[注 14]
- 1985年 旧来の生活科を廃止する[注 15]。
- 1997年
  - 4月1日 この年度をもって学生募集を終了[注釈 3]。
  - 5月1日 学生数[30]
    - 生活環境学科：女98
    - 食物栄養学科：99[注 12]
    - 幼児教育学科：女102
    - 経営情報学科：女101
- 1998年
  - 5月1日 学生数
    - 生活環境学科：女50[31]
    - 食物栄養学科：52[注 12][32]
    - 幼児教育学科：女49[31]
    - 経営情報学科：女51[32]
- 1999年
  - 3月31日 49年の歴史に幕を閉じる[2]。

## 基礎データ

### 所在地
- 兵庫県姫路市新在家本町1-1-12[注釈 1]

### 象徴
- 姫路短期大学のカレッジマークは姫路市の市花であるユリノキイメージしたものとなっていた[13]。

## 教育および研究

### 組織

#### 学科
- 生活環境学科 入学定員50名[注釈 6]
- 食物栄養学科 入学定員50名[注釈 6]
- 幼児教育学科 入学定員50名[注釈 6]
- 経営情報学科 入学定員50名[注釈 6]
- 工業科[注 16]
  - 電気応用専攻[注釈 7]
  - 機械紡績専攻[注釈 7]
  - 化学工業専攻[注釈 7]

#### 専攻科
- なし

#### 別科
- なし

#### 取得資格について
資格
- 栄養士資格を取得するための課程が食物栄養学科に設置されていた[36]。
- 幼稚園教諭二種免許状および保育士資格を取得するための課程が幼児教育学科に設置されていた[37]。

教職課程
- 中学校教諭二種免許状
  - 家庭
    - 生活環境学科[38]
    - 食物栄養学科[36]

  - 数学:工業科[39]
  - 職業：工業科[40]
- 姫路工業大学短期大学部だった時分、高等学校教諭仮免許状の教職課程も設けられており工業科では（工業）、旧・生活科では（家庭）となっていた[注 17]

#### 附属機関
- 附属図書館：1982年に竣工された。その翌年度より学外開放を行っている。所蔵資料数は1997年度当時、80,000冊を越えていた[43]。

#### 研究
- 『姫路短期大学研究報告』[44]

## 学生生活

### 部活動・クラブ活動・サークル活動
- 姫路短期大学で活動していたクラブ活動[45]
  - 体育系：キャンプ[注 18] ・卓球・テニス・バスケットボール・バドミントン・バレーボールほか
  - 文化系：音楽・華道・軽音楽・茶道・人形劇[注釈 8]・邦楽・放送ほか

### 学園祭
- 姫路短期大学の学園祭は「樹励祭」と呼ばれ、最終となった1998年については、既に環境人間学部が発足していたこともあり、姫路工業大学の工大祭と合同で実施された。

## 大学関係者と組織

### 大学関係者組織
- 姫路短期大学の同窓会は「ゆりのき会」と称している。

## 施設

### キャンパス
- 設備：1990年8月30日、姫路短期大学の講堂やゆりのき会館が姫路市都市景観重要建築物に指定された。キャンパスの概要等は兵庫県立大学の項目も参照。
- かつて学内にあった兵庫県立姫路短期大学附属幼稚園時の建物は現在、兵庫県立大学姫路新在家キャンパスのいちょう北・南館として使われている。また、遊具は2003年ごろまで残っていたが、現在では、環境人間学部における研究用のビオトープとして整備されている。

### 寮
- 姫路短期大学には学生寮が設置されておらず、遠隔地出身者は下宿を利用することになっていた[47]。

## 対外関係

### 系列校
- 兵庫農業短期大学
- 姫路工業大学
- 神戸商科大学

## 社会との関わり[48]
- 1972年4月1日より公開講座が開かれた。
- 1986年度より短大で行っている公開講座に加えて、但馬・丹波地域においても特別公開講座が行われるようになった。
- 1992年10月より、出前講座を行っていた。

## 附属学校
- 兵庫県立姫路短期大学附属幼稚園：この幼稚園は環境人間学部には引き継がれず短大閉学とともに閉園となった。